# Saint-Léger (Alpes-Maritimes)
Saint-Léger (okzitanisch Sant Leugier, italienisch San Legerio) ist eine französische Gemeinde im Département Alpes-Maritimes in der Region Provence-Alpes-Côte d’Azur. Sie gehört zum Arrondissement Nizza und zum Kanton Vence. 
Die Gemeinde liegt in den französischen Seealpen. Die angrenzenden Gemeinden sind Daluis im Westen und im Norden, La Croix-sur-Roudoule im Osten und Sausses im Süden.

## Bevölkerungsentwicklung
| Jahr      | 1962 | 1968 | 1975 | 1982 | 1990 | 1999 | 2008 | 2014 |
| --------- | ---- | ---- | ---- | ---- | ---- | ---- | ---- | ---- |
| Einwohner | 62   | 44   | 23   | 40   | 54   | 65   | 69   | 69   |

## Sehenswürdigkeiten
Siehe auch: Liste der Monuments historiques in Saint-Léger (Alpes-Maritimes)
- Romanische Kirche Saint-Jacques-le-Majeur